# Lingua dari (zoroastriani)
La lingua dari è una lingua iranica nordoccidentale parlata da alcune comunità zoroastriane in Iran.
Non va confusa con la lingua dari diffusa in Afghanistan.

## Distribuzione geografica
La lingua è appunto diffusa tra la comunità mazdee delle regioni di Yazd e Kerman ed è parlata da un numero di persone che oscilla tra le 8.000 e le 15.000.
La lingua è parlata anche da alcuni membri della comunità irani a Karachi in Pakistan e a Mumbai in India.
La lingua è anche chiamata gabri (alcune volte gavrŭni o gabrōni), o behdināni.
Il dari è incomprensibile per coloro che parlano la lingua persiana standard.

## Dialetti
Il dari ha numerosi dialetti. La lingua è suddivisa in due dialetti principali, quello di Yazd e quello di Kerman. Il primo può essere ripartito in altri trenta dialetti, ciascuno distinto e unico, parlati nei diversi quartieri zoroastriani a Yazd e nei dintorni. Anche il dialetto di Kerman ha al suo interno numerosi altri dialetti.